# 姫路ゆかたまつり

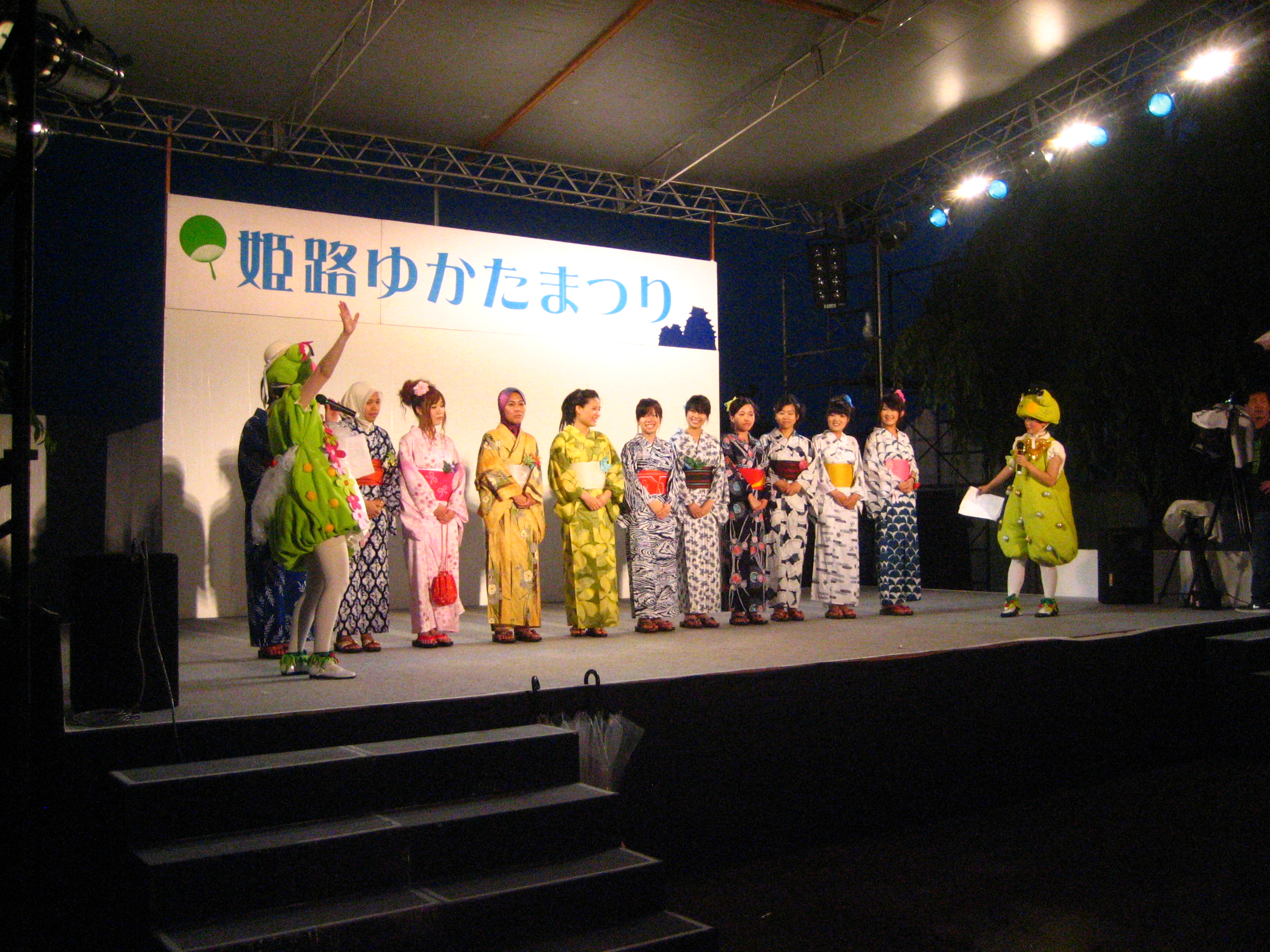
ゆかたまつり野外ステージ

姫路ゆかたまつり（ひめじゆかたまつり）は、姫路城の守護神である長壁神社の例祭にちなむ夏祭り。
兵庫県姫路市の初夏の風物詩で、毎年6月22日～24日に姫路市中心部（長壁神社・大手前通り・姫路城三の丸広場・大手前公園・城南公園）周辺で開催される。
2006年（平成18年）から2009年（平成21年）までは22日～23日の2日間の短縮開催だった。
2020年（令和2年）は、新型コロナウイルス感染症の流行 (2019年-)のため中止となった。

## 概要
2013年（平成25年）以前は会場一帯に800店近い夜店が出店し、その数は西日本一とも日本一ともいう規模であり、3日間で20万人以上の人出を数えていた。
しかし、2013年（平成25年）に夜店の出店を取り仕切っていた兵庫県神農商業協同組合と暴力団との不祥事が発覚し、組合が解散したため、2014年（平成26年）以降の出店は公募となり、出店規模が10分の1程に大きく縮小した。
以前は単に「ゆかたまつり」と言えば、姫路市のこの祭りのことを指していたが、現在では日本全国、様々な場所で、同じような「○○ゆかたまつり」（○○は開催自治体名等が入る）と称する祭りが増えてきており、これらと区別するために「姫路ゆかたまつり」と称するようになっている。

### 主な行事
- オープニングセレモニー
- ゆかたパレード：走馬灯を手にした子供達や姫路お城の女王によるパレード。
- 姫路城民謡フェスティバル
- ゆかたファッションショー
- 地域ふれいあいステージ
- 各商店街による催し物
- その他、ステージ上での舞踊や音楽演奏など

### 浴衣着用の特典
期間中、浴衣着用で以下のような特典が受けられる。
- 入場無料になる施設：姫路城・好古園・姫路市立動物園・姫路市立美術館・兵庫県立歴史博物館・姫路文学館（休館日除く。美術館は常設展のみ。）

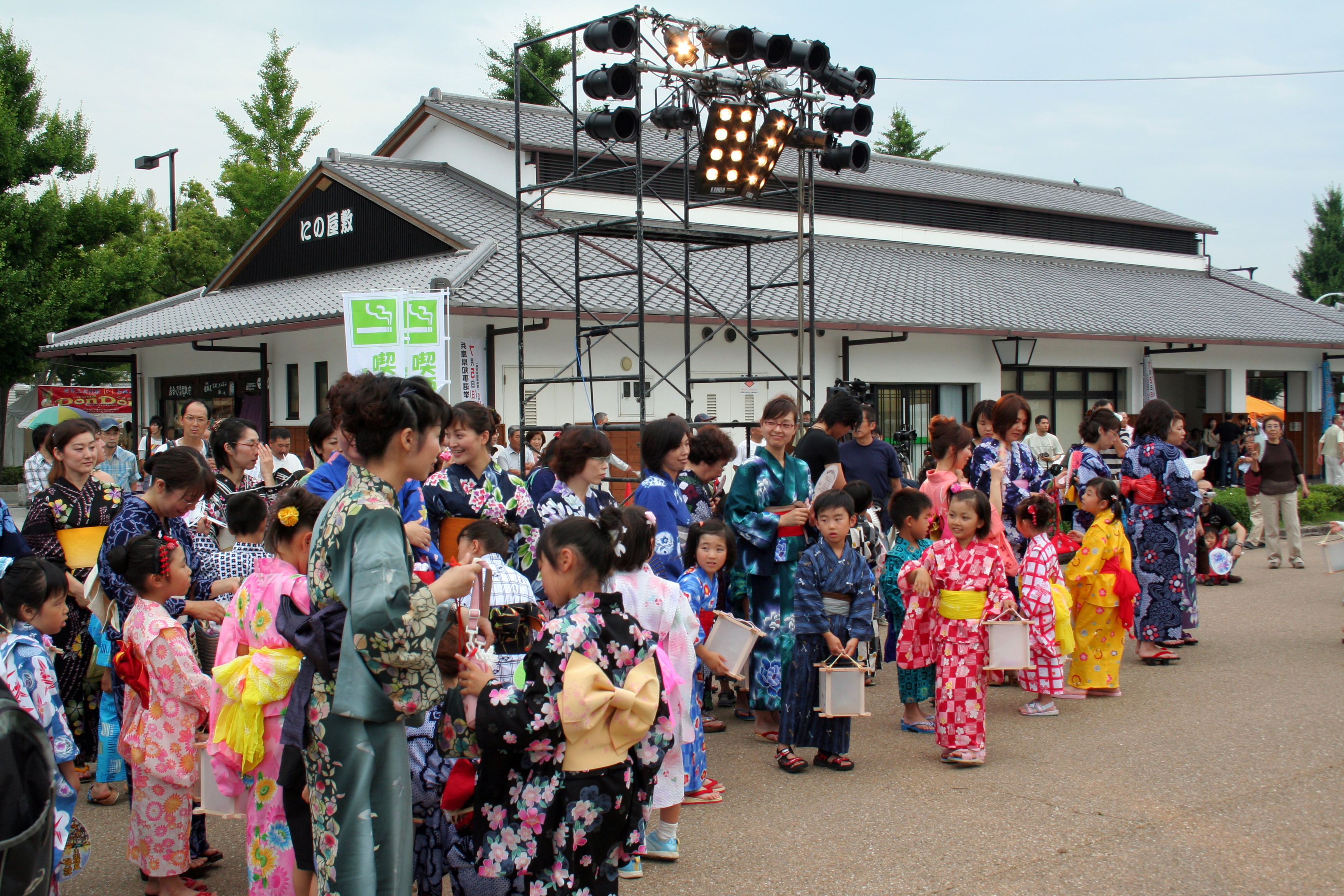
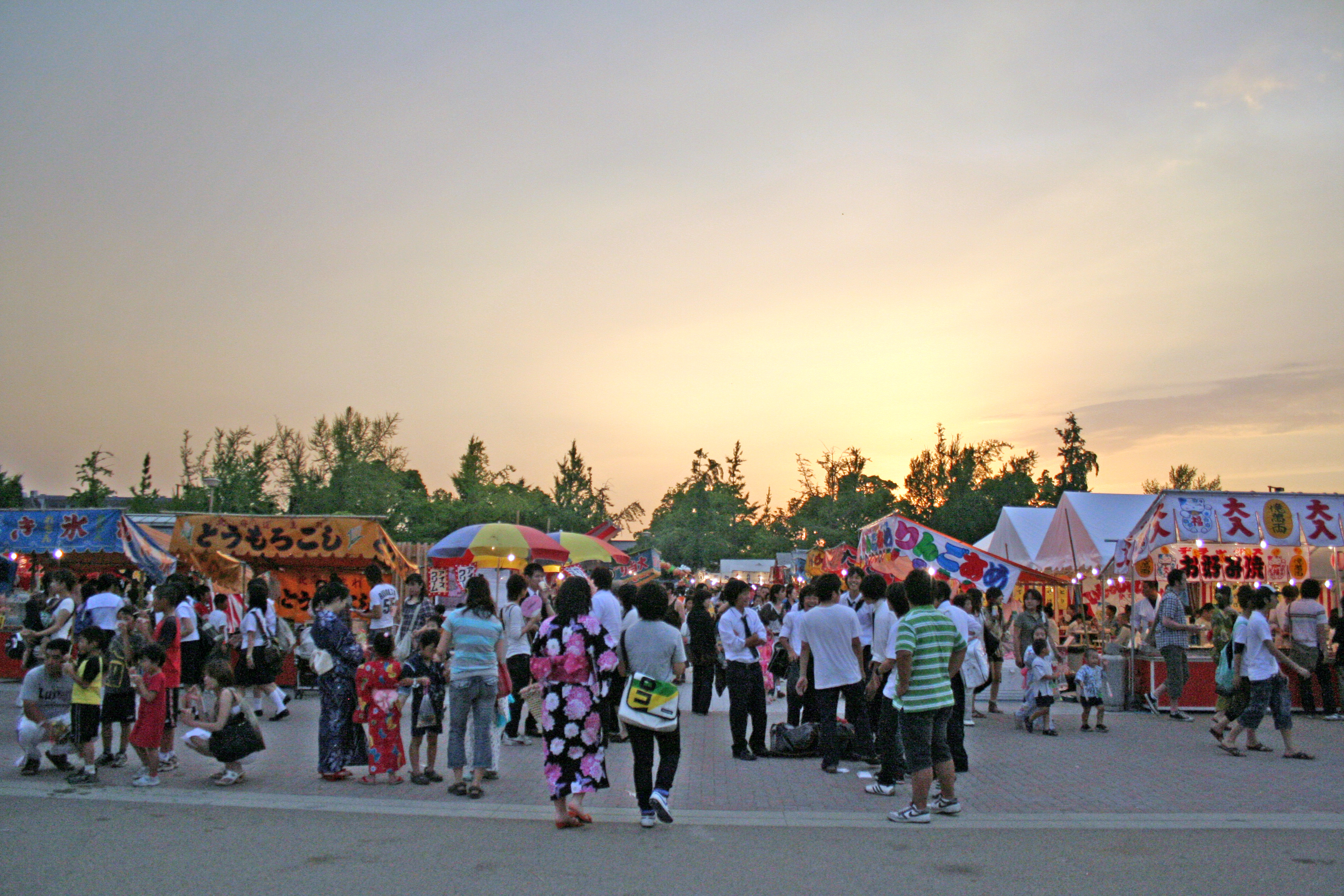
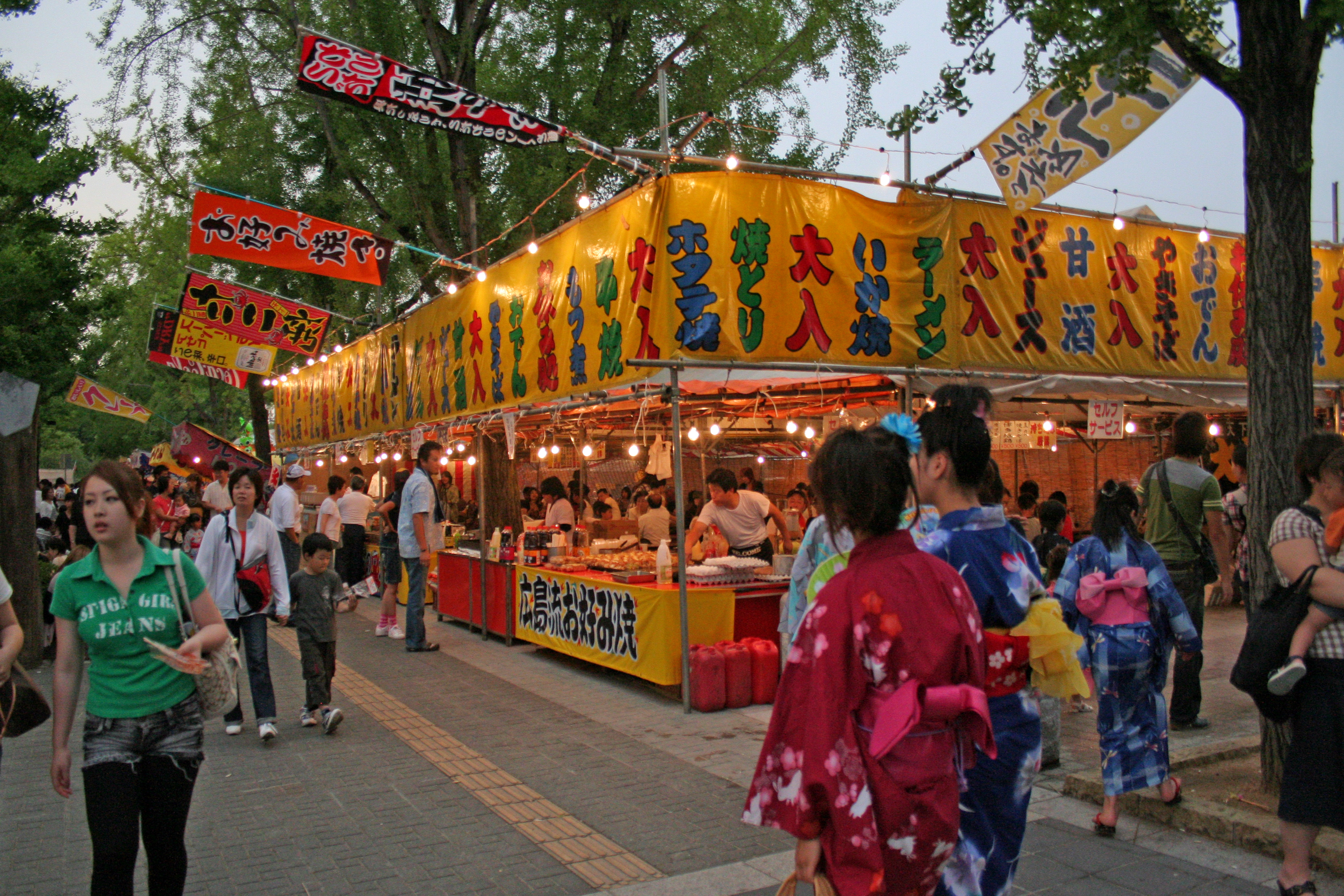
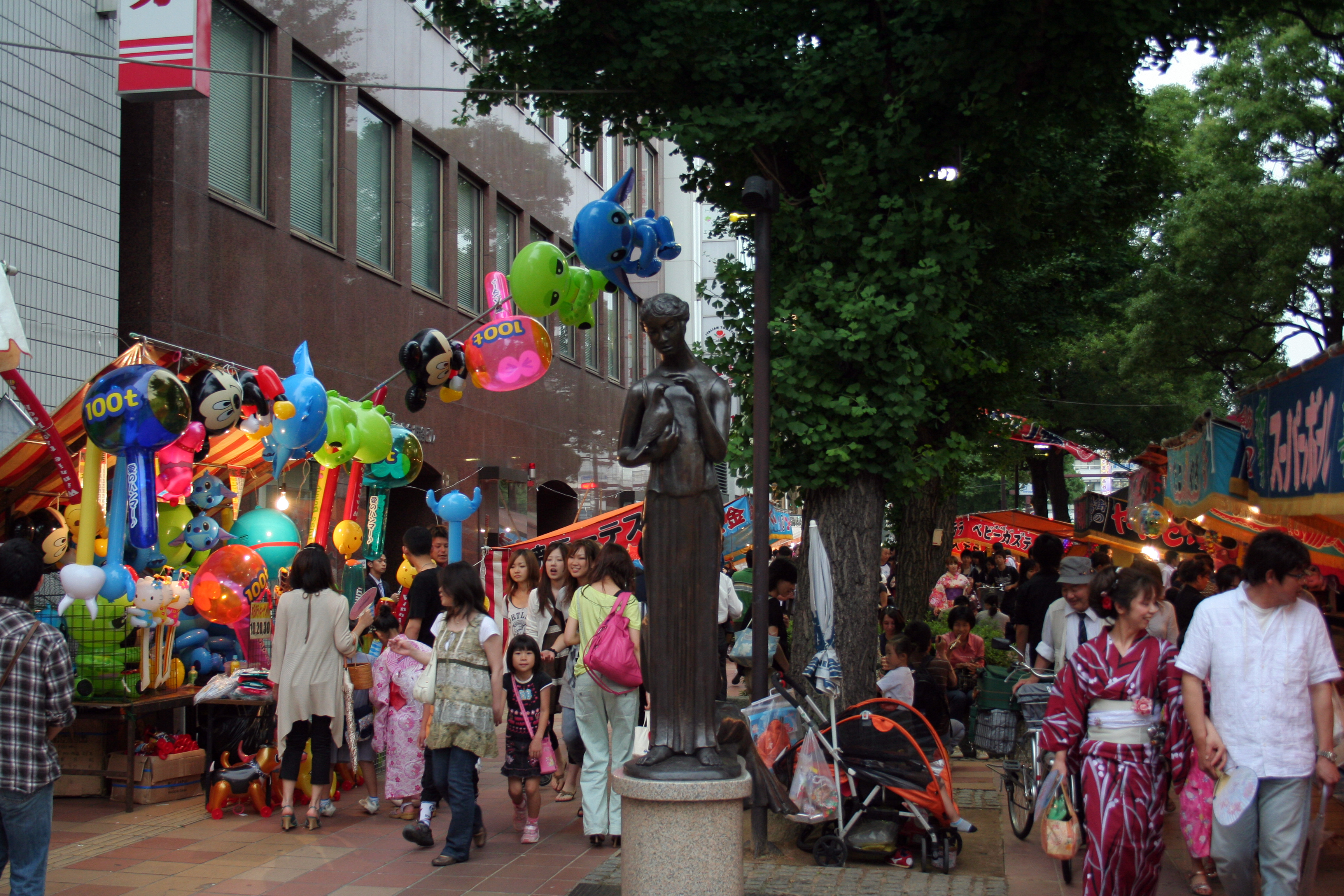

- 神姫バス料金半額。
- 映画料金1,100円：アースシネマズ姫路
- 各商店街での割引や記念品の配布など。

## 由来

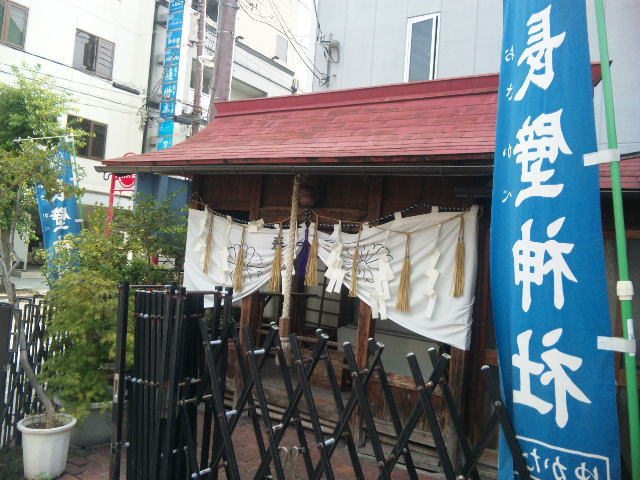
普段の長壁神社

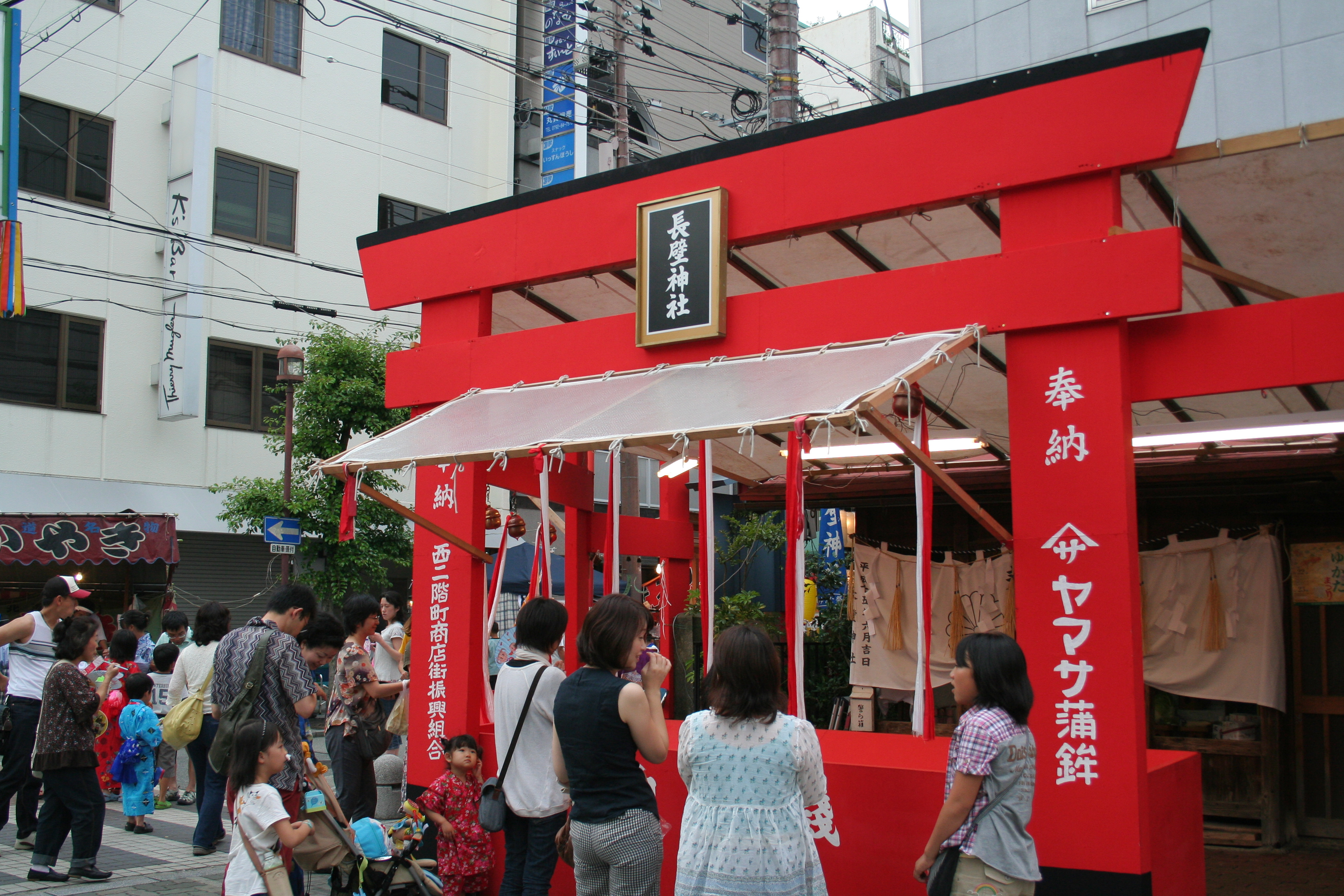
例祭期間中の長壁神社

長壁神社は、千年以上前から現在の姫路城のある姫山に鎮守神として祀られていた。しかし、安土桃山時代に黒田氏や羽柴秀吉（豊臣秀吉）が姫山に本格的な城を築き、池田輝政が現在の姫路城に改修してからは、城内にある長壁神社には武士以外は参拝できなくなっていた。
江戸時代中期の享保17年（1732年）に播磨姫路藩の第3代藩主、榊原家宗家の8代当主となった榊原政岑は、将軍徳川吉宗が出した倹約令を無視して贅を尽くし、奇抜な服装で江戸城大手門を警備したり、江戸・吉原で派手に遊興に耽り、新吉原の三浦屋の名妓・高尾太夫を1800両（2500両とも）で身請けするなど、奢侈を好んで風流大名や好色大名として名をはせた。高尾のために豪勢な酒宴を開いた際の費用は、3000両を超えたといわれている。これは尾張藩主徳川宗春の乱行同様、享保の改革に対する抵抗と見なされ、吉宗の怒りを買った。
吉宗は寛保元年（1741年）10月に政岑に出府を命じ、その乱行を咎めた。吉宗自身は改易の考えさえあったようであるが、重臣の尾崎富右衛門が懸命な弁明に努めたため、10月13日に政岑は吉宗より強制隠居の上で蟄居を命じられ、家督は息子の榊原政純に継ぐことが許されたものの、越後高田に懲罰的な転封を命じられた。
転封前になり政岑は、庶民も気軽に長壁神社に参拝できるようにと長源寺の境内に社を移し、夏至の日であった寛保2年（1742年）6月22日に遷座祭を開催した。その遷座祭に、町人が式服を作る間がなく参加するのを躊躇していたところ、浴衣姿での参加を政岑が認めたことから、毎年例祭に参拝する人がそれに倣って浴衣を着るようになったのが、「ゆかたまつり」の起源であるとされる。それ以来、長壁神社では6月22日が例祭と定められた。しかし史実では、政岑はその半年前に高田に転封されているため、政岑を慕っていた領民が後付けしたという説がある。
浴衣とは本来、下着と同様の扱いであり、そのまま外に出ることは極めて「はしたない」行為であったが、これ以降、日本において夏祭りに浴衣を着る風習が広まっていったと考えられている。
一度、開催しなくなった時期があるが、1952年（昭和27年）に地元の呉服屋の組合である「呉友会」が中心となって再開させている。

## 他地域のゆかたまつり
- 銀座ゆかた祭り（東京都中央区）
- 江の島ゆかた祭り（神奈川県藤沢市）
- 駒ヶ根のゆかた祭り（長野県駒ヶ根市）
- 大町ゆかたまつり（長野県大町市）
- 浜松七夕ゆかた祭り（静岡県浜松市）
- 赤崎祭（通称：ゆかた祭り）（三重県鳥羽市）
- 長浜ゆかたまつり（滋賀県長浜市）
- 彦根ゆかたまつり（滋賀県彦根市）
- 京のゆかたまつり（京都府京都市）
- 城崎ゆかた祭り（兵庫県豊岡市）
- 広島大学ゆかたまつり（広島県広島市）
- 城下町くまもとゆかた祭（熊本県熊本市）